# Принципова електрична схема
Електри́чна принципо́ва схе́ма (ДСТУ ГОСТ 2.702:2013) є видом електричної схеми виробу, що дає найповніше уявлення про склад і принцип його роботи. При виконанні схем цифрової обчислювальної техніки керуються ГОСТ 2.708-81. Цей вид кресленика не враховує габаритних розмірів і реального розташування деталей об'єкта. За рівнем абстракції принципові електричні схеми займають середню позицію між функціональними і монтажними схемами і позначаються у шифрі основного напису символами Э3.
На принциповій електричній схемі (ГОСТ 2.709-89) зображуються всі складові частини виробу і зв'язки між ними, та елементи, якими закінчуються вхідні та вихідні ланки електричних кіл (роз'єми, затискачі тощо).
Схема електрична принципова, на відмінну від  друкованої плати, не показує взаємного (фізичного) розміщення елементів, а лише вказує на те, які елементи з якими з’єднуються. За рівнем абстракції принципові електричні схеми займають середню позицію між функційними і монтажними схемами.

## Призначення і зміст схеми
Принципові електричні схеми призначенні для повного відображення взаємозв'язків пристроїв з урахуванням принципів їх дії і послідовності роботи. На принципових електричних схемах електричні елементи зображують за допомогою умовних позначень, а також вказують лінії зв'язків між ними, блоками та модулями. На схемі, також, розміщується наступна інформація: умовне зображення принципу роботи функціональних вузлів, пояснювальні написи, частини окремих елементів, діаграми переключення контактів, а також перелік використовуваних в даній схемі пристроїв.

Принципова електрична схема 4-бітного лічильника імпульсів

## Правила виконання

### Загальні вказівки
Схему слід виконувати для режиму, коли виріб знаходиться у вимкненому стані. Якщо ж режим інший, то на полі схеми вказують режим, для якого виконується схема.
Всі елементи і зв'язки між ними на схемі зображують за допомогою графічних умовних познак згідно з чинними державними стандартами і розміщують таким чином, щоб схема була найбільш наочною, зручною для читання.
Схеми рекомендується виконувати рядковим способом: графічні умовні познаки пристроїв та їх складових частин, які входять в одне коло, зображають послідовно одне за одним по прямій, а окремі кола у вигляді паралельних горизонтальних чи вертикальних рядків.
Елементи, що у виробі використовуються частково, допускається зображати не повністю, а тільки ті частини, які використовуються. Виводи невикористаних частин графічних умовних познак слід креслити короткими лініями або взагалі не показувати.
Допускається зливати в одну лінію декілька електрично незв'язаних ліній зв'язку. При цьому кожну лінію в місці злиття на обох кінцях помічають умовними познаками (цифровими або літерно-цифровими).
На схемі дозволяється вказувати характеристики вхідних контурів пристроїв (частоту, напругу, силу струму, опір та ін.), а також параметри, які підлягають вимірюванню на контрольних контактах. Написи, знаки або графічні умовні познаки, які повинні бути нанесені на виріб, розміщують біля відповідних елементів в лапках.
Графічні умовні познаки вхідних та вихідних елементів — з'єднувачів, плат та інших дозволяється заміняти таблицями довільних розмірів. Таблицям присвоюють позиційні познаки елементів, які вони замінюють. Порядок розташування контактів в таблиці визначається зручністю побудови схеми.

### Літерно-цифрові умовні познаки
Всі елементи на схемі повинні мати літерно-цифрову позиційну познаку (ПП), яку записують тільки великими буквами латинського алфавіту та арабськими числами, однаковим шрифтом, в один рядок без пропусків (наприклад: R1, C25, …), справа від графічної умовної познаки або над ними (ГОСТ 2.710-81). Порядкові номери присвоюють в напрямку зверху вниз, зліва направо в межах виду елемента. При виконанні схеми на кількох аркушах ПП продовжують. Вид і номер елементів є обов'язковими частинами ПП.
При об'єднанні елементів у функціональні групи позиційні познаки елементів проставляють в межах створеної групи.
На полі схеми дозволяється вказувати:
- марки, перерізи та кольори проводів та кабелів, які з'єднують елементи, пристрої, функціональні групи;
- специфічні вимоги до електричного монтажу даного виробу.

Графічні умовні познаки можуть виконуватися сполученим або рознесеним способом:
- при сполученому способі складові частини елементу зображують на схемі так, як вони розміщені у виробі, тобто разом;
- при рознесеному способі складові частини елементу розташовують в різних частинах схеми так, як це обумовлено послідовністю процесу роботи виробу. При цьому в ПП додають порядковий номер частини елементу, розділяючи крапкою (DA1.2).

## Літерні познаки елементів в електричних принципових схемах за ГОСТ 2.710-81[4]
| Перша буква коду (обов'язково) | Група видів елементів | Приклади видів елементів та їх дволітерний код |  |
| ------------------------------ | --- | --- |  |
| А                              | Пристрої | Підсилювачі, прилади, телекерування, лазери, мазери |  |
| B                              | Перетворювачі не електричних величин в електричні (крім генераторів і джерел живлення) або, навпаки, аналогові чи багаторозрядні перетворювачі або давачі для показань чи вимірювань | BA — гучномовець BB — магнітострикційний елемент BF — телефон BK — тепловий давач BL — фотоелемент BM — мікрофон BP — датчик тиску BQ — п'єзоелемент BR — датчик частоти обертання BS — звукознімач BV — датчик швидкості                |  |
| C                              | Конденсатори | |  |
| D                              | Схеми інтегральні та мікрозбірки | DA — схема інтегральна аналогова DD — схема інтегральна цифрова, логічний елемент DS — пристрій зберігання інформації DT — пристрій затримки                                                                                             |  |
| E                              | Елементи різні | EK — нагрівальний елемент EL — лампа освітлювальна ET — піропатрон |  |
| F                              | Розрядники, запобіжники, засоби захисту | FA — дискретний елемент захисту по струму миттєвої дії FP — дискретний елемент захисту по струму інерційної дії FU — запобіжник плавкий FV — дискретний елемент захисту по напрузі, розрядник                                            |  |
| G                              | Генератори, джерела живлення, кварцові осцилятори | GV — батарея, акумулятори, електрохімічні та електротермічні джерела |  |
| H                              | Пристрої індикаційні та сигнальні | HA — прилад звукової сигналізації HG — індикатор символьний HL — прилад світлової сигналізації |  |
| K                              | Реле, контактори, пускачі | KA — реле струму KK — реле електротеплове KM — контактор магнітний KV — реле напруги |  |
| L                              | Котушки індуктивності і дроселі | LL — дроселі люмінесцентного освітлення |  |
| M                              | Двигуни | Двигуни постійного і змінного струму |  |
| P                              | Прилади, вимірювальне обладнання | PA — амперметр PC — лічильник імпульсів PF — частотомір PI — лічильник активної енергії PK — лічильник реактивної енергії PR — омметр PS — реєструючий прилад PT — годинник PV — вольтметр PW — ватметр                                  |  |
| Q                              | Вимикачі і роз'єднувачі в силових колах (енергопостачання, живлення обладнання тощо)                                                                                                 | QF — вимикач автоматичний QK — короткозамикач QS — роз'єднувач |  |
| R                              | Резистори | RK — терморезистор RP — потенціометр RS — шунт вимірювальний RU — варистор |  |
| S                              | Пристрої комутаційні в колах керування, сигналізації і вимірювання | SL — вимикач або перемикач SB — вимикач кнопковий SF — вимикач автоматичний Вимикачі, що спрацьовують від різних впливів: SL — від рівня SP — від тиску SL — від розташування (шляховий) SR — від частоти обертання SK — від температури |  |
| T                              | Трансформатори, автотрансформатори | TA — трансформатор струму TS — електромагнітний стабілізатор TV — трансформатор напруги |  |
| U                              | Перетворювачі електричних величин в електричні, пристрої зв'язку | UB — модулятор UR — демодулятор UI — дискримінатор UZ — інвертор, перетворювач частоти, випрямляч |  |
| V                              | Пристрої електровакуумні, напівпровідникові | VD — діод, стабілітрон VL — прилад електровакуумний VT — транзистор VS — тиристор |  |
| W                              | Лінії і елементи надвисокої частоти, антени | WA — антена WU — атенюатор WE — відгалужувач WS — вентиль |  |
| X                              | З'єднувачі контактні | XA — струмознімач, контакт, який ковзає XP — штир XS — гніздо XT — з'єднання розбірне XW — з'єднання високочастотне |  |
| Y                              | Пристрої механічні з електромагнітним приводом | YA — електромагніт YC — муфта з електромагнітним приводом YB — гальма з електромагнітним приводом YH — електромагнітний патрон |  |
| Z                              | Пристрої кінцеві, фільтри, обмежувачі | ZL — обмежувач ZQ — фільтр кварцовий |  |

### Перелік елементів
Кожна схема повинна мати перелік елементів (ПЕ), в якому записують всі елементи, що зображені на схемі. Форма і розміри переліку елементів повинні відповідати міждержавному стандарту ГОСТ 2.701-2008 Перелік елементів розміщують на першому аркуші схеми або виконують у вигляді самостійного документа. Для електронних документів перелік елементів виконують лише у вигляді самостійного документа.